# Budismo comprometido
El budismo comprometido comprende a los budistas que buscan formas de aplicar los conocimientos de la práctica de la meditación y las enseñanzas del dharma a situaciones de sufrimiento e injusticia social, política, ambiental y económica. Al encontrar sus raíces en Vietnam a través del maestro budista zen Thích Nhất Hạnh, El budismo comprometido ha ganado popularidad en Occidente.

## Orígenes
El término fue acuñado por el maestro budista vietnamita Thiền Thích Nhất Hạnh en la década de 1960, inspirado en el movimiento de reforma del budismo humanista en China de Taixu y Yinshun, y luego expandido a Taiwán por Cheng Yen y Hsing Yun. Al principio, usó el chino literario, el idioma litúrgico del budismo vietnamita, llamándolo en chino  «Budismo mundano». Durante la Guerra de Vietnam, él y su sangha (comunidad espiritual) hicieron esfuerzos para responder al sufrimiento que veían a su alrededor, en parte siguiendo el activismo no violento de Mahatma Gandhi en India y el pacifismo del reverendo Martin Luther King Jr. en Estados Unidos, para oponerse al conflicto.  Vieron este trabajo como parte de su práctica de meditación y atención plena, no aparte de ella. Thich Nhat Hanh esbozó catorce preceptos del budismo comprometido, que explican su filosofía.
Ya en 1946, Walpola Rahula identificó un ethos social explícito presente en las primeras enseñanzas budistas registradas, y señaló que el Buda alentó a los primeros monjes a viajar para beneficiar al mayor número de personas, y que sus discursos para los laicos, a menudo incluían instrucciones prácticas sobre asuntos sociales y económicos, en lugar de estar puramente preocupados por cuestiones filosóficas o soteriológicas.

## Enseñanzas
El Budismo Comprometido aplica las enseñanzas de Buda a la vida social para lograr un cambio social. Los budistas comprometidos esperan conectar las creencias budistas tradicionales con la protesta y la acción social. Una forma de ver el Budismo Comprometido es a través de los Catorce Preceptos de Thích Nhất Hạnh. Thích Nhất Hạnh estableció Los Catorce Preceptos del Budismo Comprometido, que sirven como pautas para vivir con una conciencia social más fuerte. Los Catorce Preceptos son los siguientes:

1. No seas idólatra ni te ates a ninguna doctrina, teoría o ideología, incluso las budistas. Todos los sistemas de pensamiento son guías, no son la verdad absoluta.
2. No creas que el conocimiento que tienes ahora es absoluto, inmutable. Evita ser de mentalidad estrecha y atarte a los puntos de vista presentes. Aprende y practica el desapego de tus puntos de vista para estar abierto a recibir los puntos de vista de los demás. Se encuentra en y no en el conocimiento conceptual. Prepárate para aprender a través de todo, a observar en ti mismo y en el mundo en todo momento.
3. No fuerces a los demás, ni siquiera a los niños, por ningún medio en absoluto, a adoptar tus puntos de vista, ya sea por autoridad, amenaza, dinero, propaganda o incluso educación. Sin embargo, por medio del diálogo compasivo, ayuda a los demás a renunciar al fanatismo y a la estrechez.
4. No evites el contacto ni cierres tus ojos al sufrimiento. No pierdas la conciencia de la existencia del sufrimiento en la vida y en el mundo. Encuentra maneras de estar con aquellos que sufren por todos los medios, incluyendo el contacto personal y las visitas, imágenes y sonido. Por tales medios despierta en ti mismo y en los demás la realidad del sufrimiento en el mundo.
5. No acumules riquezas mientras millones están hambrientos. No tomes como objetivo de tu vida la fama, el provecho, la riqueza o el placer sensual. Vive simplemente y comparte el tiempo, la energía y los recursos materiales con los que estén en necesidad.
6. No mantengas ira u odio. Tan pronto como surjan la ira o el odio practica la meditación sobre la compasión para comprender profundamente a las personas que han causado ira u odio. Aprende a ver a los otros seres con los ojos de la compasión.
7. No te pierdas en la dispersión ni en el ambiente que te rodea. Aprende a practicar la respiración para recuperar la compostura del cuerpo y de la mente, para practicar la atención, y para desarrollar la concentración y la comprensión.
8. No pronuncies palabras que puedan crear discordia y causar ruptura en la comunidad. Haz todos los esfuerzos para reconciliar y resolver todos los conflictos, aunque sean pequeños.
9. No digas cosas falsas por interés personal o para impresionar a los demás. No pronuncies palabras que causen desviación u odio. No difundas noticias que no sabes que no son ciertas. No critiques ni condenes cosas de las que no estás seguro. Habla siempre verdadera y constructivamente. Ten el valor de hablar sobre situaciones de injusticia, aun cuando hacerlo pueda amenazar tu propia seguridad.
10. No uses a la comunidad budista para ganancia o provecho personal, no transformes tu comunidad en un partido político. Una comunidad religiosa debe, sin embargo, tomar una actitud clara contra la opresión y la injusticia, y debe esforzarse por cambiar la situación sin engancharse en conflictos partidarios.
11. No vivas con una vocación que sea dañina para los humanos y la naturaleza. No inviertas en compañías que priven a los demás su oportunidad de vivir. Elige una vocación que te ayude a realizar tu ideal de compasión.
12. No mates, no permitas que otros maten. Encuentra todos los medios posibles para proteger la vida y prevenir la guerra.
13. No poseas nada que debería pertenecer a los demás. Respeta la propiedad de los demás pero evita que los demás se enriquezcan con el sufrimiento humano o el sufrimiento de otros seres.
14. No maltrates a tu cuerpo. Aprende a manejarlo con respeto. No veas a tu cuerpo simplemente como un instrumento. Preserva las energías vitales (sexual, respiración, espíritu) para la realización del camino. La expresión sexual no debería ocurrir sin amor y compromiso. En las relaciones sexuales, sé consciente del sufrimiento futuro que pueda causarse. Para preservar la felicidad de los demás, respeta los derechos y compromisos de los demás. Sé plenamente consciente de la responsabilidad de traer nuevas vidas al mundo. Medita sobre el mundo al que estás trayendo nuevos seres.
– Thích Nhất Hạnh

## En India
En India, una forma de budismo comprometido ha sido liderada por BR Ambedkar. Llamado movimiento budista dalit, parte de la premisa de que el budismo es una invitación a asumir la propia responsabilidad, y esto se interpreta en círculos budistas indios como asumir la responsabilidad de toda la sangha, la comunidad en general y, en última instancia, de nuestro ecosistema (el planeta Tierra). Ambedkar ha sostenido que si se dedica demasiado tiempo a la práctica de la meditación personal, pero las personas se retiran del mundo de las relaciones sociales, se es irresponsable con la comunidad; por lo que propicia que los practicantes se levanten del cojín de meditación, salgan de su casa y empiecen a educar, agitar y organizar. Esta es una noción de la práctica budista convertida en actividad comprometida de cambio social. Según Christopher Queen: «Ambedkar ofreció un budismo socialmente comprometido que se centró en la justicia económica, la libertad política y el esfuerzo moral». BR Ambedkar se convirtió al budismo en octubre de 1956 en Nagpur, cuando cerca de 400 000 parias se convirtieron del hinduismo al budismo.

## Budismo socialmente comprometido en Occidente
En Occidente, como en Oriente, el budismo comprometido es una forma de intentar vincular la práctica budista auténtica, en particular la atención plena, con la acción social. Tiene dos centros principales desde los que se difunde su enfoque, encabezado por Thich Nhat Hanh, a saber, la comunidad monástica de Plum Village en Loubès-Bernac, Francia, y la Comunidad de Mindful Living (CML) en Berkeley, California.  Ambos centros están vinculados a la Iglesia Budista Unificada de Hanh.  Además de los esfuerzos de Hanh, el actual Dalai Lama ha expresado la necesidad de que los budistas se involucren más en el ámbito sociopolítico:
En 1998, mientras estaba de retiro en Bodh Gaya, India , el [...] Dalai Lama nos dijo a los que estábamos participando en un diálogo cristiano-budista que, a veces, los budistas no han actuado enérgicamente para abordar los problemas sociales y políticos. Le dijo a nuestro grupo: "En esto, tenemos mucho que aprender de los cristianos ".
Algunos cristianos se han unido para intentar llevar paz y esperanza a los afligidos en medio de tragedias políticas y sociales. La intención de estos grupos evangelizadores no es evocar tensión o violencia entre grupos o individuos, ni forzar soluciones a los individuos, sin embargo su objetivo es brindar consuelo y demostrar actos de amor y bondad.
Organizaciones como la Soka Gakkai International, Buddhist Peace Fellowship, Buddhist Global Relief, la Red Internacional de Budistas Comprometidos, los Pacificadores Zen dirigidos por Roshi Bernard Glassman y la Orden del interser de Thich Nhat Hanh se dedican a construir el movimiento de budistas comprometidos . Otros grupos budistas comprometidos incluyen la Benevolent Organization for Development, Health and Insight, Gaden Relief Projects, la Red de Organizaciones Budistas del Reino Unido, Fo Guang Shan y Tzu Chi .
Figuras prominentes en el movimiento incluyen a Robert Aitken Roshi, Joanna Macy, Gary Snyder, Alan Senauke, Sulak Sivaraksa, Daisaku Ikeda, Maha Ghosananda, Sylvia Wetzel, Joan Halifax, Tara Brach, Taigen Dan Leighton, Ken Jones, Jan Willis, Bhante Sujato y Bhikkhu Bodhi.